# Rumours
Rumors („Слухове“) е единадесетият студиен албум на британско-американската рок група Флийтуд Мак, издаден на 4 февруари 1977 г. от Уорнър Брос. Рекърдс. Основно записан в град Сосалито, Калифорния през 1976 г., той е продуциран от групата заедно с Кен Келей и Ричард Дашът. Записните сесии се провеждат след сантиментална раздяла на членовете му в допълнение към употреба на тежки наркотици, като и двете оформят посоката на албума.
Записана с намерението да направят „поп албум“, който да разшири търговския успех на техния едноименен албум от 1975 г., музиката на Rumors се характеризира със смесица от електрически и акустични инструменти, подчертани ритми, китари и клавишни инструменти, докато неговите текстовете засягат лични и често проблемни взаимоотношения. Излизането му е отложено поради закъснения в процеса на аудио миксирането. След издаването му групата предприема световни концертни турнета. Rumors става първият албум номер едно на Флийтуд Мак в класацията за албуми на Обединеното кралство и също оглавява Билборд 200 в САЩ. Песните Go Your Own Way, Dreams, Don’t Stop и You Make Loving Fun са издадени като сингли, всички от които достигат топ 10 в САЩ, като Dreams достига номер едно.
Албумът постига незабавен търговски успех и от него са продадени над 10 млн. копия по целия свят само за месец след пускането му. Той печели широко признание от критиците, като похвалите са съсредоточени върху качеството на продукцията и хармониите, които често разчитат на взаимодействието между тримата вокалисти и вдъхновява работата на музикални изпълнения в различни жанрове. Той става албум на годината на наградите Грами през 1977 г. Продаден е в над 40 млн. копия по целия свят, което го прави един от най-продаваните албуми на всички времена. Сертифициран е като диамантен в няколко страни, включително в Обединеното кралство, Канада и Австралия, и става 20 пъти платинен в САЩ.
Често смятан за шедьовър на Флийтуд Мак, Rumors често е споменаван като един от най-великите албуми на всички времена. През 2004 г. той е ремастериран и преиздаден с добавянето на парчето Silver Springs, изключено от оригинала, и бонус CD с извадки (outtakes) от записните сесии. През 2003 г. е въведен в Залата на славата на Грами. През 2018 г. е избран за съхранение в Националния регистър на звукозаписите на САЩ, като се счита за „културно, исторически или художествено значим“ от Библиотеката на Конгреса. През 2020 г. Rumors е оценен като седмият най-велик албум на всички времена в списъка на сп. „Ролинг Стоун“ на 500-те най-велики албума на всички времена.

## Предистория
През юли 1975 г. излиза едноименният десети албум на Флийтуд Мак – Fleetwood Mac. Той има голям търговски успех, достигайки номер 1 в класацията „Билборд 200“ на САЩ през 1976 г. Най-големият хит сингъл от записа, Rhiannon, дава на групата широка радио изложение. По онова време съставът ѝ се състои от китариста и вокалист Линдзи Бъкингам, барабаниста Мик Флийтуд, кийбордистката и вокалистка Кристин Макви, бас китариста Джон Макви и вокалистката Стиви Никс. След шест месеца непрекъснато турне сем. Макви се развеждат, слагайки край на 8 год. брак. Двойката спира да общува помежду си и обсъжда само музикални въпроси. Бъкингам и Никс, които се присъединяват към групата преди албума от 1975 г., след напускането на китариста Боб Уелч, имат сантиментална връзка, но често се карат. Споровете им спрират, едва когато работят заедно по песни. Флийтууд се сблъсква със собствените си семейни проблеми, след като открива, че съпругата му Джени Бойд (сестра на Пати Бойд, съпруга на Джордж Харисън), майка на двете му деца, има връзка с най-добрия му приятел.
Намесата на пресата в живота на членовете на групата води до измислени истории. Съобщава се, че Кристин Макви е в болница със сериозно заболяване, докато Бъкингам и Никс са обявени за родители на дъщерята на Мик Флийтуд – Луси, след като са снимани с нея. Пресата също така пише за слуховете за завръщането на оригиналните членове на групата Питър Грийн, Дани Кируан и Джеръми Спенсър за турне по случай 10-тата им годишнина. Въпреки фалшивите информации групата не променя състава си, макар че членовете ѝ нямат време да се спряват с разделите, преди да започнат записите за нов албум. Мик Флийтуд отбелязва „огромните емоционални жертви", направени от всички, само за да присъстват на работа в студио. В началото на 1976 г. Флийтуд Мак изработват някои нови песни във Флорида. Основателите Мик Флийтуд и Джон Макви избират да се откажат от услугите на техния предишен продуцент Кийт Олсън, тъй като той предпочита по-слаб акцент върху ритъм секцията. Дуото създава компания, наречена Сийди Мениджмънт, за да представлява интересите на групата.

## Запис
През февруари 1976 г. Флийтуд Мак се събират в звукозаписното студио в град Сосалито, Калифорния, с наетите от тях звукорежисьори Кен Келей и Ричард Дашът. Производствените задължения са споделени от трите страни, докато технически по-умелият Келей е отговорен за по-голямата част от инженерната работа; той си взима отпуск от студиа Уоли Хайдър в Лос Анджелис с предпоставката, че групата в крайна сметка ще използва техните съоръжения. Студиото в Сосалито включва няколко малки зали за звукозапис в голяма дървена сграда без прозорци. Повечето членове на групата се оплакват от студиото и искат да записват в домовете си, но Мик Флийтуд не позволяв премествания. Кристин Макви и Стиви Никс решават да живеят в два апартамента близо до пристанището на града, докато мъжете остават в апартамента на студиото на съседните хълмове. Записът е направен в зала с размери 6 на 9 метра, която включва 3M 24-пистова касетофонна машина, набор от висококачествени микрофони и API смесителна конзола с 550A еквалайзера; последните се използват за контролиране на честотните разлики или тембъра на песента. Въпреки че Келей е впечатлен от студиото, той чувства, че в залата липсва атмосфера поради нейните „много мъртви високоговорители“ и голямото количество звукоизолация.
Работното заглавие на записа е Yesterday's Gone. Линдзи Бъкингам поема студийните сесии, за да направи „поп албум“. Според Дашът, докато Мик Флийтуд и Джон и Кристи Макви идват от импровизационна блус-рок среда, китаристът разбира „занаята на правенето на записи“. По време на етапите на формиране на композициите Бъкингам и Кристин Макви свирят заедно на китара и пиано, за да създадат основните структури на албума. Кристин е единственият музикант в групата, получила музикално образование, но тя, както и Линдзи споделят сходно чувство за музикалност. Когато групата прави джем сесии, Мик Флийтуд често свири с барабаните си извън преградата на студиото, за да прецени по-добре реакциите на Кейли и Дашът към музикалния грув. Поставени са звукови прегради, т.е. конструкции или устройства за намаляване на силата (нивото) на въздушния зву около барабаните и около Джон Макви, който свири на бас китарата си срещу Мик Флийтуд. Бъкингам изпълнява близо до ритъм секцията, докато клавишните на Кристин Макви са далеч от барабаните. Кейли и Дашът прекарват около девет дена в работа с набор от микрофони и инструментални усилватели, за да получат по-голям звук, преди да открият, че могат да регулират звука ефективно на конзолата за смесване на API.
С напредването на студийните сесии новите интимни отношения на членовете на групата, които се образуват след различните раздяли, започват да оказват негативно влияние върху групата. Музикантите не се срещат и не общуват след ежедневната си работа в звукозаписното студио. По онова време хипи движението все още засяга културата на Сосалито и наркотиците са леснодостъпни. Отворените бюджети позволяват на групата и инженерите да бъдат самодостатъчни; безсънните нощи и голямата употреба на кокаин бележат голяма част от продукцията на албума. Крис Стоун, един от притежателите на студиото, казва през 1997 г., че Флийтуд Мак донасят „излишък в най-прекомерния му вид“, като превземат студиото за дълги и изключително скъпи сесии; той казва: „Групата идваше в 7 вечерта, правеше голям купон, купонясваше до 1 или 2 сутринта и след това, когато бяха толкова излезли от контрол, че не можеха да правят нищо, започваха да записват“.
Стиви Никс предполага, че Флийтуд Мак правят най-добра музика, когато са в най-лоша форма, докато, според Линдзи Бъкингам, напрежението между членовете на групата е информирало процеса на запис и е довело до това „цялото да бъде повече от сбора на частите“. Работата на двойката става „горчиво-сладка“ след окончателната им раздяла, въпреки че Бъкингам все още има умение да взема парчетата на Никс и да ги разкрасява. Вокалните хармонии между Никс-Бъкингам и Кристин Макви работят добре и са уловени с помощта на най-добрите налични микрофони. Лиричният фокус на Никс позволява инструменталните части в песните, които тя пише, да бъдат по-свободни и по-абстрактни. Според Дашът всички записи са уловили „емоция и чувство без посредник... или закаляване". Джон Макви има склонност да спори с Бъкингам относно състава на песните, но и двамата признават, че са постигнали добри резултати. Songbird на Кристин Макви, за която Кейли смята, че има нужда от атмосфера на концертна зала, е записана по време на нощна сесия в Аудиториум „Целербах“ в Бъркли.
След повече от два месеца в Сосалито Мик Флийтуд организира десетдневно турне, за да даде на групата почивка и да получи обратна връзка от феновете. След концертите записите са възобновени на места в Лос Анджелис, включително в студия Уоли Хайдър. Кристин Макви и Стиви Никс не присъстват на повечето от сесиите и си взимат почивка, докато се наложи да запишат останалите вокали. Останалата част от групата заедно с Кейли и Дашът се борят да финализират овърдабинга (т.е. записването и презаписването на два или повече пъти на парчетата) и смесването на Rumors, след като лентите от Сосалито са повредени от многократна употреба по време на записа; аудиозаписите на ударния и малкия барабан звучат безжизнено. Разпродаденото есенно турне в САЩ е отменено, за да се даде възможност за завършване на албума, чиято планирана дата на издаване септември 1976 г. е отложена. Нает е специалист да коригира лентите от Сосалито с помощта на осцилатор с променлива скорост. Чрез чифт слушалки, които възпроизвеждат повредените ленти в лявото му ухо и мастър звукозаписи за безопасност в дясното, той сближава съответните им скорости, подпомогнат от времената, осигурени от аудиозаписите на малкия барабан и хайхета. Флийтуд Мак и техните копродуценти искат краен продукт без пълнител, в който всяка песен изглежда потенциален сингъл. След последния етап на мастериране и изслушването на песните една до друга, членовете на групата усещат, че са записали нещо „доста силно“.

## Промоция и издаване
През есента на 1976 г., докато все още записват, Флийтуд Мак представят парчета от Rumors в Универсалния амфитеатър на Лос Анджелис. Джон Макви предлага заглавието на албума на групата, защото смята, че членовете пишат дневници един за друг чрез музиката. Уорнър Брос Рекърдс потвърждават подробностите за издаването на албума пред пресата през декември и избират Go Your Own Way за промоционален сингъл от декември 1976 г.  Агресивният маркетинг на лейбъла относно албума Fleetwood Mac от 1975 г., с който са създадени връзки с десетки FM и AM радиостанции в цяла Америка, подпомага популяризирането и на албума Rumors. По това време предварителната поръчка на албума от 800 хил. бройки е най-големият в историята на Уорнър Брос.
Албумът излиза на 4 февруари 1977 г. в САЩ и седмица по-късно във Великобритания.  Предната корица включва стилизирана снимка на Мик Флийтууд и Стиви Никс, облечена като своя сценичен персонаж Рианън, докато на задната обложка има монтаж на портрети на групата; всички снимки са направени от Хърбърт Уортингтън. На 28 февруари 1977 г. след репетиция в Студио SIR в Лос Анджелис, Флийтуд Мак започват седеммесечно промоционално турне в САЩ. Никс отбелязва, че след като изпълнява предимно песни от Rumors по време на концерти, групата първоначално се натъква на лош прием от феновете, които не са свикнали с новия материал. Еднократно мартенско изпълнение на благотворителен концерт за американския сенатор Бърч Бей в Индиана е последвано от кратко европейско турне в Обединеното кралство, Нидерландия, Франция и Германия през април.  Найджъл Уилямсън от сп. „Ънкът“ нарича изпълненията на Флийтуд Мак „най-великата сапунена опера в рока“. Парчето Dreams, излязло през март 1977 г., става единственият номер едно на групата в американската  класация Билборд Хот 100 през юни.

## Композиция

### Текстове на песните
Основните автори на групата – Линдзи Бъкингам, Кристин Макви и Стиви Никс работят поотделно върху песните, но понякога споделят текстове помежду си. Парчето The Chain („Веригата“) е единствената песен, върху която си сътрудничат всички членове, включително Мик Флийтуд и Джон Макви. Всички песни в албума засягат лични, често проблемни взаимоотношения. Според Кристин Макви фактът, че текстописците са се фокусирали върху различните раздяли, става ясен за групата едва на заден план. You Make Loving Fun („Харесваш да правиш любовта забавна“) е за приятеля ѝ, директора по осветлението на групата, с когото тя излиза след раздялата си с Джон. Dreams („Мечти“) на Никс описва раздялата и има обнадеждаващо послание, докато подобно усилие на Бъкингам в Go Your Own Way („Върви по собствен път“) е по-песимистично. След кратка връзка с жена от Нова Англия, той е вдъхновен да напише Never Going Back Again („Да не се върнеш никога отново“) – песен за илюзията да мислиш, че тъгата никога няма да се появи отново, след като си доволен от живота. Стиховете на Been down one time/Been down two times („Паднал веднъж/Паднал два пъти“) се отнасят до усилията на текстописеца, когато убеждава жената да му даде шанс.
Don't Stop („Не спирай“), написана от Кристин Макви, е песен за оптимизма. Тя отбелязва, че Линдзи Бъкингам ѝ е помогнал да изработи стиховете, защото личните им чувства се припокриват. Следващата песен на Макви – Songbird („Пойна птица“) включва по-интроспективен текст за „никого и всички“ под формата на „малка молитва". Oh Daddy (О, тате“), последната песен на Макви в албума, е написана за Мик Флийтуд и съпругата му Джени Бойд, които току-що са се събрали отново. Псевдонимът на групата за Мик е Big Daddy (Голямото татенце). Макви коментира, че написаното е леко саркастично и се фокусира върху посоката на барабаниста за Флийтуд Мак, която винаги се оказвала правилната. Никс предоставя последните редове на And I can't walk away from you, baby/If I tried („И не мога да си тръгна от теб, скъпа/Ако опитам“). Нейната собствена песен Gold Dust Woman („Жена от златен прах“) е вдъхновена от Лос Анджелис и трудностите в такъв град. След като се бори с рок начина на живот, Никс се пристрастява към кокаина; текстовете се обръщат към нейната вяра в „това да продължиш напред“.

### Музика
Включващ софт рок и поп рок звучене, Rumors е изграден около комбинация от акустични и електрически инструменти. Китарната работа на Бъкингам и използването на пиано Фендер Родс или на орган Хамънд B-3 от Кристин Макви присъстват във всички песни с изключение на две. Записът често включва подчертани барабанни звуци и отличителни перкусии като конга и маракаси. Албумът започва с Second Hand News („Новини от втора ръка“), първоначално акустично демо, озаглавено Strummer. След като чуват Jive Talkin' на Би Джийвс, Бъкингам и копродуцентът Дашът изграждат песента с четири аудиозаписа на електрическа китара и използването на ударни инструменти, за да предизвикат келтски рок. Dreams включва „ефирни пространства“ и повтарящ се модел с две ноти на бас китарата. Никс пише песента за един следобед и е основна вокалистка, докато групата свири около нея. Третата песен на Rumors – Never Going Back Again започва като Brushes, проста мелодия на акустична китара, изсвирена от Бъкингам, с барабани от Мик Флийтуд, използващи палки; групата добавя вокали и допълнителни инструментални аудиозаписи, за да го направи по-пластов. Вдъхновен от моделите на тройни стъпки, Don't Stop включва както конвенционално акустично пиано, така и харпсипиано. В харпсипианото се поставят пирони на точките, където чуковете удрят струните, създавайки по-ударен звук. Go Your Own Way е по-ориентирана към китара и има танцов ритъм four-on-the-floor, повлиян от Street Fighting Man на Ролинг Стоунс. Темпото на албума се забавя със Songbird, замислен единствено от Кристин Макви, използвайки 9-стъпно пиано Steinway.
Втората страна на Rumors започва с The Chain, една от най-сложните композиции на записа. Демо на Кристин Макви Keep Me There и песен на Стиви Никс са пренарязани в студиото и са силно редактирани, за да формират части от песента. Цялата група изработва останалото, използвайки подход, подобен на създаването на филмова музика; Джон Макви осигурява забележително соло, използвайки бас китара без прагче, което отбелязва ускоряването на темпото и началото на последната трета на песента. Вдъхновена от Ритъм енд блуса, You Make Loving Fun има по-проста композиция и включва клавинет – специален тип клавишен инструмент, докато ритъм секцията свири взаимосвързани ноти и ритми. Деветата песен на албума – I Don't Want to Know използва китара с дванадесет струни и хармонизиращи вокали. Повлияни от музиката на Бъди Холи, Бъкингам и Никс я пишат през 1974 г., преди да бъдат включени във Флийтуд Мак. Oh Daddy е създадена спонтанно и включва импровизирани модели на бас китара от Джон Макви и клавишни удари на Кристин Макви. Албумът завършва с Gold Dust Woman – песен, вдъхновена от фри джаза, в която има музика от клавесин, китара Фендер Стратокастър и добро – акустична китара, чийто звук се произвежда от един или повече метални конуси.

## Критичен прием
Абумът е приветстван от музикалните критици след излизането му. Робърт Кристгау, рецензент на американския вестник „Вилидж Войс“, го описва като „по-последователен и по-ексцентричен“ от своя предшественик. Той добавя, че „изскача направо от високоговорителите към вас“. Джон Суенсън от списание Ролинг Стоун смята, че взаимодействието между тримата вокалисти е един от най-приятните елементи на албума; той казва: „Въпреки безкрайното забавяне в завършването на записа Rumors доказват, че успехът на Флийтуд Мак не е случайност.“ В рецензия за вестник „Ню Йорк Таймс“ Джон Рокуел казва, че албумът е „възхитителен запис и човек се надява, че публиката също мисли така“, докато Дейв Марш от вестник „Сейнт Питърсбърг Таймс“ твърди, че песните са „толкова грандиозно лъскави като всичко в момента". Робърт Хилбърн е по-малко възприемчив и нарича албума „разочароващо неравномерен“ запис в рецензията си за Лос Анджелис Таймс, докато Хуан Родригес от канадския ежедневник „Газет“ предполага, че докато музиката е „по-ясна и ясна“, идеите на групата са „ малко по-объркани“. Албумът завършва на четвърто място в анкетата на критиците на Вилидж Войс от 1977 г. на име Pazz & Jop, която събира гласовете на стотици изтъкнати рецензенти.
В ретроспективен преглед редакторът на Олмюзик Стивън Томас Ърлюайн дава пет звезди за Rumors и отбелязва, че независимо от воайорския елемент, записът е „несравним блокбъстър“ поради качеството на музиката; той заключава: „Всяка мелодия, всяка фраза възвръща своята сурова, непосредствена емоционална сила – ето защо Rumors докосна нерв при издаването си през 1977 г. и оттогава надхвърли ерата си, за да бъде един от най-великите, най-завладяващи поп албуми на всички времена.“ Според Бари Уолш от списание „Слант“ Флийтуд Мак са се основали на романтична дисфункция и личен смут, за да създаде вечен, петзвезден запис, докато Анди Гил от британския вестник „Индипендънт“ твърди, че „представлява, заедно с The Eagles Greatest Hits, най-високата точка на експанзията на рок-културата на Америка през 70-те г., квинтесенцията на контра-културното мислене, привлечено в подхранван от кокаин хедонизъм“. През 2007 г. Дарил Ийсли от Би Би Си окачествява звуковите резултати като „почти перфектни“, „като хиляди ангели, които ви целуват сладко по челото“, докато Патрик Маккей от списание „Стайлъс“ пише: „Това което отличава Rumours – това което прави изкуството,  е противоречието между неговата весела повърхност и измъченото му сърце. Ето един удобен за радиото запис за гняв, взаимни обвинения и загуба.“

## Търговски успехи
Rumours пожънва огромен комерсиален успех и става вторият запис номер едно на Флийтуд Мак в САЩ след едноименния им албум от 1975 г. Остава на върха на Билборд 200 за 31 непоследователни седмици, като същевременно достига номер едно в Обединеното кралство, Австралия, Канада  и Нова Зеландия. През май 2011 г. отново влиза в класацията Билборд 200 под номер 11 и в австралийската класация ARIA под номер 2, поради това, че няколко песни от албума са използвани за епизода Rumours на американския телевизионен сериал Клуб „Веселие“.  Той отново влиза в челната десетка на Билборд 200 през октомври 2020 г. след популярен ТикТок клип на Нейтън Аподака, който го показв как кара скейтборд на фона на Dreams, дори подтиква Мик Флийтууд и Стиви Никс да създадат подобни видеоклипове. Албумът е сертифициран като платинен в Америка и Обединеното кралство в рамките на месеци след издаването след 1 млн. продадени бройки, а 300 хил. са изпратени.  И трите големи търговски издания в САЩ – Билборд, Кеш Бокс и Рекърд Уърлд го обявяват за албум на годината за 1977 г. След дебют под номер седем Rumors достига върха на класацията за албуми в Обединеното кралство през януари 1978 г., превръщайки се в първия албум номер едно на Флийтуд Мак в страната. През февруари групата и копродуцентите Келей и Дашът печелят наградата Грами за албум на годината през 1978 г. До март албумът е продаден над 10 млн. копия по целия свят, включително над 8 млн. само в САЩ. 
До 1980 г. 13 млн. копия на Rumors са продадени по целия свят. Към 2017 г. продажбите са над 40 млн. копия. Към октомври 2019  г. Rumors прекарва 800 седмици в класацията за албуми Топ 100 на Обединеното кралство и е 11-ият най-продаван албум в историята на Обединеното кралство, и е сертифициран 14 пъти платина от Британската фонографска индустрия, което се равнява на 4,2 млн. доставени единици. Записът получава Диамантената награда на Асоциация на звукозаписната индустрия в Америка за 20 пъти платинен сертификат или 20 млн. доставени бройки, което към 2021 г. го прави 11-ият най-сертифициран албум в историята на САЩ (по брой изпратени копия). Rumors е най-продаваният албум на плоча в Обединеното кралство през 2020 г., като компанията Офишъл Чартс потвърждава 32 500 годишни продажби на плоча.

## Наследство
Мик Флийтуд нарича Rumors „най-важният албум, който сме правили“, тъй като неговият успех позволява на групата да продължи да записва години напред. Журналистът по популярна култура Чък Клостерман свързва данните за продажбите на албума с неговите „наистина приятни песни“, но предполага, че „никакво оправдание за величие“ не се предоставя от тях. В „Гардиън“ събира световни данни през 1997 г. от редица известни критици, артисти и радио диджеи, които поставят записа на номер 78 в списъка на 100-те най-добри албума на всички времена. През 1998 г. Legacy: A Tribute to Fleetwood Mac's Rumors е продуциран от Мик Флийтуд и е пуснат на пазара. Записът съдържа всяка песен от оригиналния Rumors в кавър версия от различен изпълнител, повлиян от нея. Сред участващите музиканти са алтернативните рок групи Тоник, Мачбокс Туенти и Гу Гу Долс, келтски рок групи Корс и Кранберис, и певците-автори на песни Елтън Джон, Дънкан Шейк и Джуъл. Други различни изпълнители, повлияни от Rumors, включват бароковата поп изпълнителка Тори Еймъс, хардрок групата Сълайва, инди рок групата Дет Каб фор Кюти, и арт поп певицата Лорд, която го нарича „перфектен запис“.
През 1998 г. сп. Q поставят Rumors на трето място, след London Calling на Клаш и The Dark Side of the Moon на Пинк Флойд, в своя списък от 50-те най-добрите албуми на 70-те години. През 1999 г. сп. „Вайб“ го представя като един от 100-те най-важните албуми на 20 век. През 2001 г. Ви Ейч Уан класира записа на номер 16 по време на свето отброяване за 100-те най-великите албуми, докато сп. „Слант“ го включва в 50-те основни поп албума. Същата година вестник „Ю Ес Ей Тудей“ го поставя на номер 23 в Топ 40 списък с албуми, докато сп „Ролинг Стоун“ го класира на номер 25 в специалното издание на 500-те най-велики албума на всички времена –най-високият рекорд на Флийтуд Мак, и на номрер 26 в ревизирания списък от 2012 г. През 2000 г. албумът е избран за номер 31 в Топ 1000 албума на всички времена на Колин Ларкин. През 2006 г. сп. „Тайм“ го включва в своята класация „Списък със 100-те албума на свиски времена“, докато сп. „Моджо“ го включва в своя неномериран списък „70 на 1970-те г.: най-великите албуми на десетилетието“. Записът е включен в 1000-те албума, които трябва да чуете преди да умрете“ на в. „Гардиън“ и в книгата „1001 албума, които трябва да чуете, преди да умрете“. За преиздаването на албума през 2013 г. Джесика Хопър от уевсайта Pitchfork дава на албума рядка оценка 10 от 10, спечелвайки му званието „най-добро ново преиздание“. 

## Списък с песни
| 1. | Second Hand News       | Линдзи Бъкингам                 | 2:43 |
| 2. | Dreams                 | Стиви Никс                      | 4:14 |
| 3. | Never Going Back Again | Линдзи Бъкингам                 | 2:02 |
| 4. | Don't Stop             | Кристин Макви с Линдзи Бъкингам | 3:11 |
| 5. | Go Your Own Way        | Линдзи Бъкингам                 | 3:38 |
| 6. | Songbird               | Кристин Макви                   | 3:20 |

| 1. | The Chain            | Линдзи Бъкингам с Кристин Макви и Стиви Никс | 4:28 |
| 2. | You Make Loving Fun  | Кристин Макви                                | 3:31 |
| 3. | I Don't Want to Know | Стиви Никс с Линдзи Бъкингам                 | 3:11 |
| 4. | Oh Daddy             | Кристин Макви                                | 3:54 |
| 5. | Gold Dust Woman      | Стиви Никс                                   | 4:51 |

- Silver Springs, написана от Стиви Никс, е включена в някои преиздания като песен 7 или 12 от албума, в зависимост от печата.
- Много издания на касети разменят позициите на Second Hand News и I Don't Want to Know.

## Състав
Адаптирано от надписите на албума и Олмюзик.
Флийтуд Мак
- Линдзи Бъкингам – водещи вокали (tracks 1, 3-5, 7, 9), беквокали (2, 6, 8, 10, 11), хармонии ("Silver Springs"), електрически китари (1, 2, 4, 5, 7, 10), акустични китари (1-3, 10), 12-струнна акустична китара (5), 12-струнна китара (9), китари (8, 11, "Silver Springs"), стол перкусии (1), том том (1, 8), добро (7, 8)
- Стиви Никс – водещи вокали (2, 7, 9, 11, "Silver Springs"), беквокали (1, 2, 4, 5, 8), хармонични вокали (7), дайре (4, 8), пляскане с ръце (9)
- Кристин Макви – водещи вокали (4, 6, 7, 8, 10), беквокали (1, 2, 5, 11), хармонични вокали (7, "Silver Springs"), орган (1, 2), вибрафон (2) ) (2), Фендер Родс (2, 11), пиано (4, 6, 10, "Silver Springs"), пиано (4), Vox Continental (4), орган Хамънд (5, 7), хармониум (7), електрически пиано (8), Hohner D6 клавинет (8), Хамънд B-3 (8, 10), Вурлитцер (9), моог (10), клавишни ("Silver Springs")
- Джон Макви – бас китара (1, 2, 4, 5, 8-11, "Silver Springs"), бас китара без прагче (7)
- Мик Флийтуд – барабани (1, 2, 4, 5, 7-11, "Silver Springs"), шейкъри (1), маршируващ малък барабан (1), маракаси (5), чинели (5), дайре (7, 9) ) (7, 9), вятърни камбанки (8), кастанети (8, 10), гонг (10), кравешки звънец (11), обработен електрически клавесин (11), звукови ефекти (11), перкусии ("Silver Springs")| Продукция - Кен Кейла – продуцент, звукорежисьор - Ричард Дашът – продуцент, звукорежисьор - Флийтуд Мак – продуценти - Крис Морис – асистент звукорежисьор - Кен Пери – мастериране - Чарли Уотс – мастериране - Крис Джеймс – Immersive (ATMOS) миксиране - Брад Блакуд – Immersive (ATMOS) мастериране | Худ. оформление - Дезмънд Стробел – дизайн - Лари Вайгън – калиграфия - Хърбърт У. Уортингтън – фотография |